# South Gloucestershire
Le South Gloucestershire (/saʊθ ˈglɒstəʃə(ɹ)/, littéralement, le « Gloucestershire-du-Sud » ou le « Gloucestershire-Méridional ») est un territoire relevant d’une autorité locale unique situé en Angleterre (Royaume-Uni). Son chef-lieu est Thornbury.
C'est notamment le lieu de naissance de J. K. Rowling.

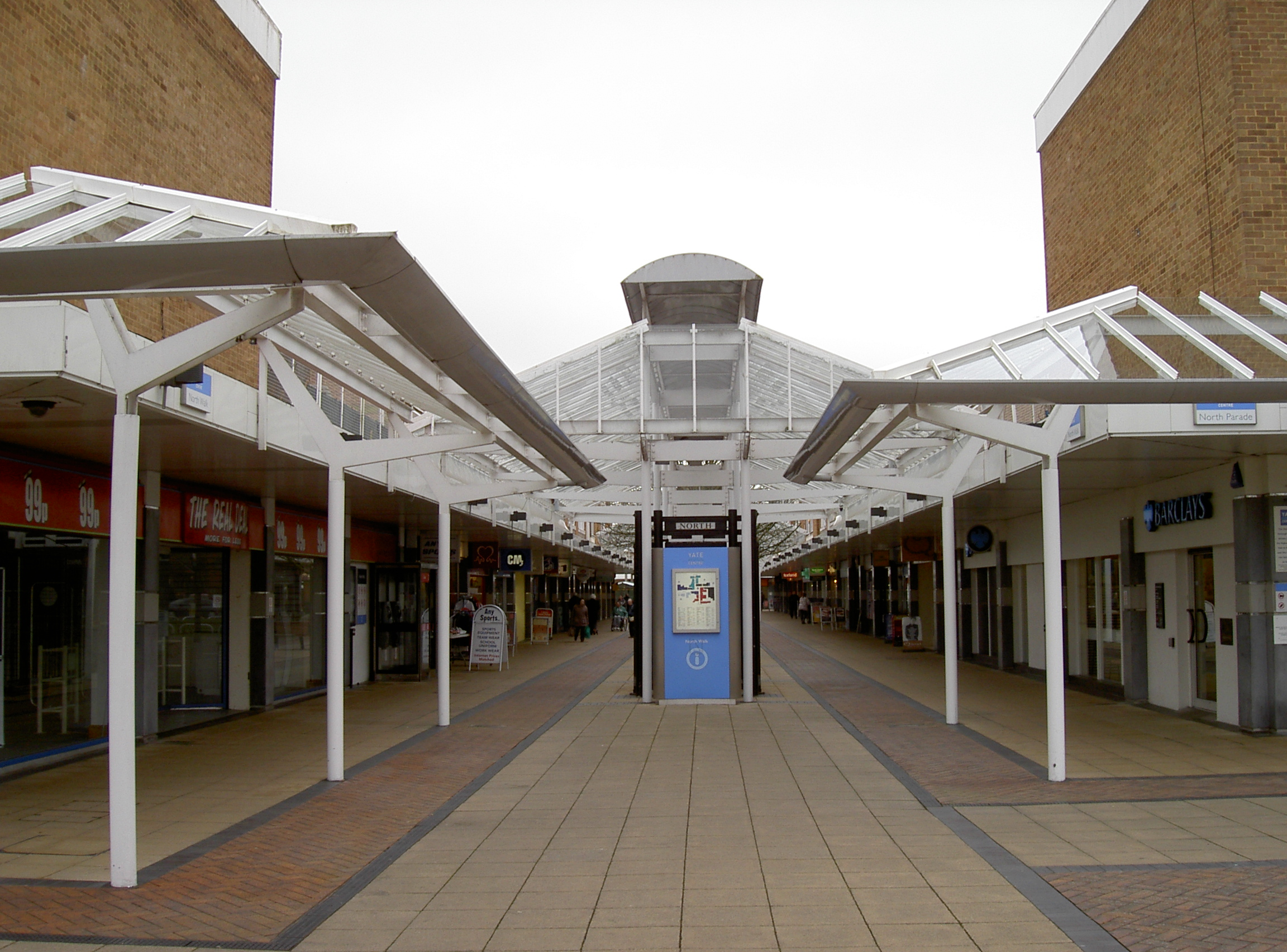
Une partie du centre commercial de Yate, le centre administratif du sud du Gloucestershire

## Économie
Les principaux employeurs sont l'Autorité unitaire avec 9 500 salariés, et le quartier général du Ministère de la Défense, avec 7 000 fonctionnaires. Les autres gros employeurs sont Airbus, qui occupe l'essentiel de la zone industrielle de Filton-Patchway, les assurances AXA, Hewlett-Packard, Rolls-Royce et Royal Mail.
Il y a aussi une grande pépinière d'entreprises à Aztec West, le long des échangeurs M5/A38 et M4/M5, et un centre commercial The Mall  sur Cribbs Causeway.
La plupart de ces employeurs se sont implantés entre le nord de Bristol et les autoroutes M4 et M5, bassin d’emploi parfois désigné comme la North Fringe de Bristol.